# Miguel Piazza
Miguel Piazza, vollständiger Name Miguel Ángel Piazza Rivera, (* 29. August 1952 in Montevideo) ist ein ehemaliger uruguayischer Fußballspieler und derzeitiger Trainer.

## Spielerlaufbahn

### Verein
Der als Außenverteidiger eingesetzte Piazza spielte mindestens im Jahr 1971 für den montevideanischen Verein Sud América. 1974 ist für ihn eine Station beim argentinischen Klub San Lorenzo verzeichnet. Von 1975 bis 1977 stand er im Kader Nacionals. In diesem Zeitraum gewannen die Bolsos 1977 die uruguayische Meisterschaft. Anschließend war er in den Jahren 1978 und 1979 beim paraguayischen Club Olimpia aktiv. Bei den Paraguayern feierte er im Jahre 1979 mit seinen Mitspielern den Gewinn der Copa Libertadores 1979. Auch stand er im November 1979 ausgetragenen Finalhinspiel gegen Malmö FF um den Weltpokal für Olimpia auf dem Platz, in dem man auswärts mit 1:0 die Oberhand behielt. Diese Trophäe sicherte sich sein Verein im Folgejahr, da ebenfalls das Rückspiel zu Gunsten Olimpias ausging. Es folgte 1980 eine weitere Station in Argentinien. Dort waren dieses Mal die Newell’s Old Boys sein Arbeitgeber. Gegen Ende seiner aktiven Karriere stand er mindestens 1981, nach anderen Quellen bis 1984 noch in Reihen Peñarols. Bei den Aurinegros wurde er nicht nur Uruguayischer Meister des Jahres 1981, sondern kam er belegterweise ebenfalls in der Copa Libertadores 1981 zum Einsatz.

### Nationalmannschaft
Piazza gehörte auch der uruguayischen Junioren-Nationalmannschaft an, die 1971 an der Junioren-Südamerikameisterschaft in Paraguay teilnahm und den zweiten Platz belegte. Im Verlaufe des Turniers wurde er von Trainer Rodolfo Zamora einmal (kein Tor) eingesetzt.

### Erfolge
- Junioren-Vize-Südamerikameister: 1971
- Uruguayischer Meister: 1977, 1981
- Copa Libertadores: 1979

## Trainertätigkeit
Seine Trainerlaufbahn begann er 1986 bei El Tanque Sisley. Dort wurde er Meister der „C“. Er verblieb dort bis 1987. 1988 und 1990 übernahm Piazza zweimal das Traineramt beim Racing Club in Montevideo. Dazwischen führte er 1989 Basáñez zur Meisterschaft in der „C“. Im Jahr 1991 war er Trainer bei Danubio. Mit Bella Vista qualifizierte er sich als Trainer 1992 für die Copa Libertadores. 1993 hatte er die Trainingsleitung bei Nacional inne. Dort wurde er für die letzten beiden Meisterschaftsspiele der Saison durch Héctor Salvá ersetzt. Anschließend trainierte er 1996 und nach Unterbrechung erneut 1997 das Team Danubios. 1999 gewann er mit Olimpia ungeschlagen den Landesmeistertitel. Mit diesem Verein hatte er bei einer Zwischenstation 1995 bereits das Torneo Apertura siegreich beendet. Abermals coachte er Racing von 2001 bis 2002. Von Mai 2004 bis Mai 2005 wirkte er in dieser Position bei Centro Atlético Fénix. Nachdem er sodann eine siebenjährige Fußball-Pause einlegte, in der er lediglich zwei Jahre lang in anderer Funktion für Olimpia tätig war, hatte er von Oktober 2012 bis Dezember 2012 erneut die Funktion des Trainers beim uruguayischen Erstligisten Racing Club inne.

### Erfolge
- Paraguayischer Meister: 1999
- Sieger des Torneo Apertura (Paraguay): 1995

## Tätigkeit abseits des Fußballs
Abseits des Fußballs ist Piazza im uruguayischen Karneval in der Gruppe Asaltantes con Patente engagiert und gelangte auch dort zu Auszeichnungen.